# Poème symphonique
 (décembre 2024).

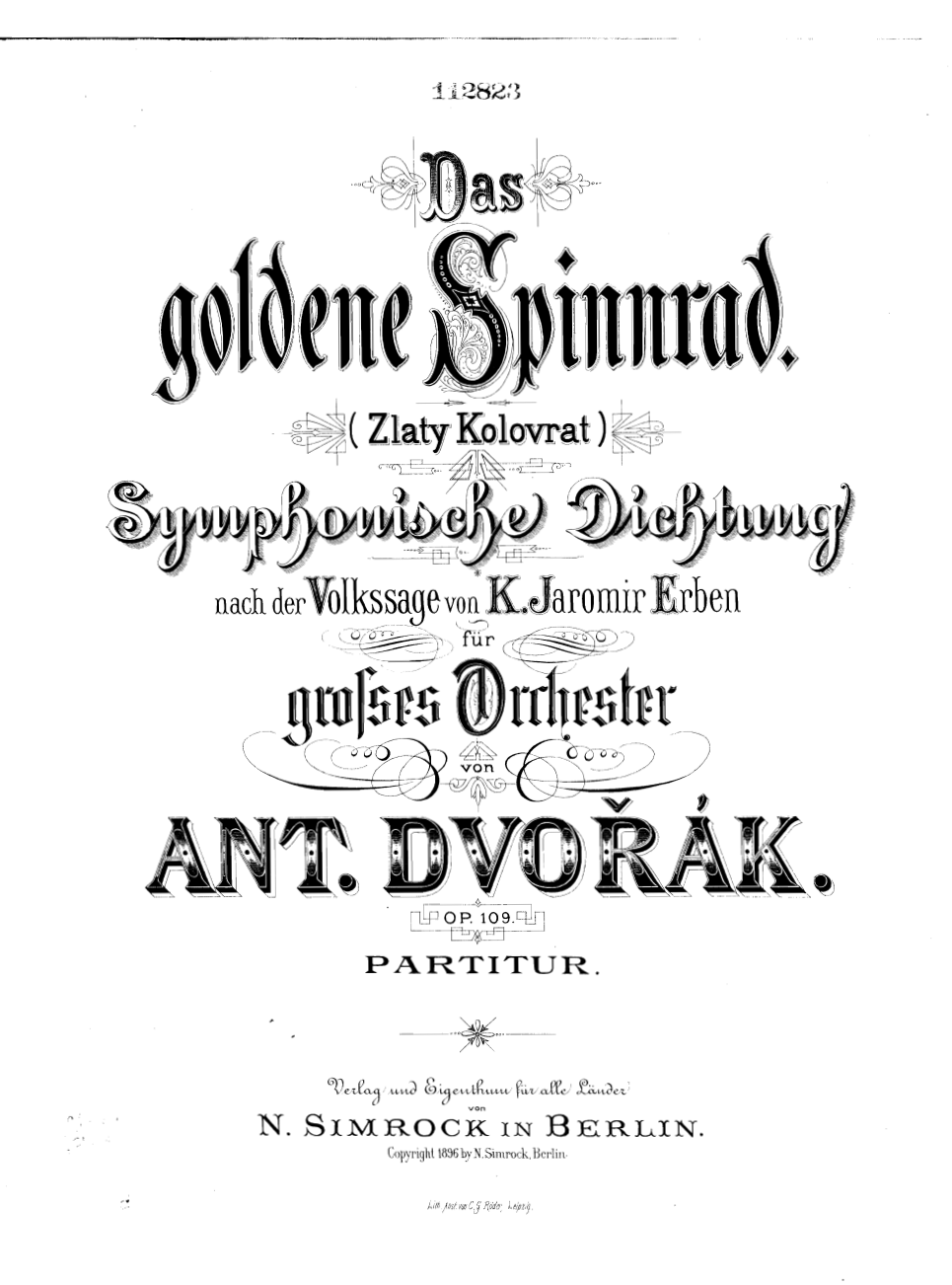
Couverture de l'édition de 1896 du poème symphonique Zlatý kolovrat d'Antonín Dvořák.

Le poème symphonique est un genre musical destiné à un orchestre symphonique, sur un sujet littéraire, philosophique, pictural ou descriptif.

## Définition
Le poème symphonique est une composition orchestrale, généralement en un seul mouvement, de forme libre, inspirée par une idée extra-musicale poétique ou descriptive, très en vogue au XIXe siècle.
C'est l'un des genres représentatifs de la musique à programme au XIXe siècle, au côté de la symphonie à programme et de l'ouverture à programme. La différence entre la symphonie à programme et le poème symphonique — appelé Sinfonische Dichtung ou encore Tondichtung (littéralement « poésie sonore ») dans la tradition germanique —, réside en ce que le poème symphonique, issu de l'ouverture de concert, s'organise en un mouvement alors que la symphonie à programme obéit au découpage traditionnel du genre symphonie. La Symphonie fantastique (1830) et Harold en Italie (1834) d'Hector Berlioz, la Sinfonia Domestica (1902) et Une Symphonie alpestre (1911-1915) de Richard Strauss sont, par exemple, des symphonies à programme et non des poèmes symphoniques.

## Principaux représentants
En Allemagne, ce sont essentiellement Franz Liszt et son cercle de Weimar qui se font les ardents défenseurs de la musique à programme — héritiers en cela des conceptions berlioziennes. Franz Liszt forge le genre du poème symphonique lors de son séjour à Weimar.
Si les deux grands représentants du poème symphonique en Allemagne sont Franz Liszt (13 poèmes symphoniques, parmi lesquels Les Préludes (1845-1853), Mazeppa (1851), Prométhée (1850-1855), Hamlet (1858), etc.) et Richard Strauss (Don Juan (1888-1889), Ainsi parlait Zarathoustra (1896), Don Quichotte (1897), etc.), ce genre musical connaît un destin lié à sa nature, subissant les attaques des défenseurs de la musique pure (ou musique absolue), en tout premier lieu d'Edouard Hanslick, célèbre critique musical hostile à Wagner (et dépeint par ce dernier sous les traits de Beckmesser dans Les Maîtres Chanteurs de Nuremberg, 1861-1867). Le poème symphonique se fait souvent — notamment dans les pays de culture nordique ou slave — le vecteur d'une pensée « nationaliste » en musique (Jean Sibelius, Finlandia (1899-1900) ; Bedřich Smetana, La Moldau (1874-1879)) ou de fantasmes orientalisants (Nikolaï Rimski-Korsakov, Shéhérazade (1888)).
Mais il est aussi une forme d'expression de conceptions visionnaires du langage musical, introduites justement par une volonté descriptive, pour Sibelius toujours, qui y incorpore la voix dans Luonnotar (1913), et pour des compositeurs comme Modeste Moussorgski dans Une nuit sur le mont Chauve (1869-1886) ou encore, bien plus tard, un Georges Enesco avec sa Vox maris. Sergueï Rachmaninov porte le genre à un sommet, lorsque celui-ci commence à décliner, avec son Île des morts (1909). Le poème symphonique connaît également une existence réussie en France, en particulier grâce à Camille Saint-Saëns et ses quatre poèmes, Le Rouet d'Omphale (1869), Phaéton (1873), la Danse macabre (1874) et La Jeunesse d'Hercule (1877). Citons également Viviane et Poème (qui est un concerto pour violon et orchestre en un seul mouvement) d'Ernest Chausson. Le Prélude à l'après-midi d'un faune (1894) de Claude Debussy se rattache aussi au poème symphonique, pris dans un sens très large, alors que La Mer (1905) s'apparente plutôt à une symphonie à programme.

## Déclin
Le poème symphonique paraît néanmoins tomber en une relative désuétude après la Première Guerre mondiale, à l'exception de quelques cas isolés. Dans l'ensemble, les compositeurs français lui préfèrent le ballet ; tandis qu'il revient à Darius Milhaud de revendiquer la fusion des deux genres avec son « poème plastique » L'Homme et son désir. Simultanément, l'esthétique de la Nouvelle Objectivité conquiert l'Allemagne. On peut dire que le poème symphonique décline en raison du désintérêt pour le grand orchestre post-wagnérien et d'une volonté générale de libérer la musique instrumentale de l'élément littéraire.